# Hearts of Space Records
Hearts of Space Records este o casă de discuri independentă deținută de Valley Entertainment.  
De pe pagina de internet a casei de discuri, “Lansată în 1984, această casă de discuri a fost creată ca o extensiune a emisiunii sindicalizate de radio, Hearts of Space. Centrată în jurul muzicii contemplative, casa de discuri prezintă muzică din genurile ambient, new age, electronică, world, Celtică, clasică și experimentală, și include sub-diviziunile: Hearts of Space, Hearts O'Space, Fathom, RGB, și World Class.” 